# Осенцы (микрорайон)
Осенцы — микрорайон в Индустриальном районе города Перми Пермского края Российской Федерации.

## Топоним
Название микрорайона связано с одноимённой деревней Пермского района, расположенной к западу от микрорайона.

## География
Микрорайон расположен к югу от микрорайона Балатово, занимает часть промзоны в районе между Нестюковским трактом и улицей Промышленная.

## История
В 1951 году здесь началось строительство Пермского нефтеперерабатывающего завода (ныне Лукойл-Пермнефтеоргсинтез). В данной местности в период строительства завода и сопутствующих промышленных объектов находился лагерь для заключенных Молотовстроя, привлекаемых к строительным работам.

## Инфраструктура
В настоящее время микрорайон не жилой и имеет скорее статистический характер.

## Транспорт
Наиболее близко к микрорайону подходит трамвайный маршрут № 2.